# Кубалов Олександр Бизійович
Олександр Бизійович (Захарович) Кубалов (ос. Къубалты Бызийы фырт Алыксандр, 1871, Старий Батакойрт, Терська область, Російська імперія — після 1937) — осетинський поет, перекладач, громадський та культурний діяч.

## Біографія
В 1894 закінчив класичну гімназію у Владикавказі, в 1899 — юридичний факультет Київського університету. Працював адвокатом у Владикавказі, був учасником Товариства поширення освіти серед горян.
У 1937 році Кубалов був заарештований і, ймовірно, помер ув'язнений у 1944 році. Посмертно реабілітовано.

## Творчість
Першим твором Олександра Кубалова була поема «Афхардти Хасана», опублікована в 1895 році російською мовою і пізніше — в 1897 — осетинською мовою. Ця поема, близька до усної творчості і спрямована проти звичаю кровної помсти, вважається одним із найкращих творів осетинської літератури.
Олександр Кубалов перекладав осетинською мовою твори Джорджа Байрона, Михайла Лермонтова та інших поетів.
Олександр Кубалов збирав нартовський епос осетин, в 1905 році видав у поетичній обробці, і в 1906 році у російському перекладі (під назвою «Герої-Нарти»).
За радянської влади Кубалов продовжував творчу діяльність. Його трагедія «Смерть вождя Алгуза» (ос. Фæтæг Алгъуызы мæлæт) отримала премію на конкурсі драматичних творів у 1925 році.

## Пам'ять
- У Владикавказі є вулиця, названа на честь Олександра Кубалова.